# 基因座

染色体组成部分：
(1) 染色单体
(2) 着絲粒
(3) 短的(p)臂
(4) 长的(q)臂

基因座（gene locus，locus）是一生物學與遗传算法术语，指某個基因或具有调控作用的遗传标记在染色体上所处的特定DNA片段所在的区域，基因座不仅包含基因本身，还可能涉及调控序列。广义的基因座，除了基因组中任何一个基因区域外，也包括基因的一部分或具有调控作用的DNA序列在染色体上的区段位置。
另一近似术语位点（site）是指基因组中更具体的点状位置，即基因组内具有一定功能的一个或若干个核苷酸变异或突变的位置，如：人类的HLA基因座包含多个SNP位点。
一个基因座可用染色体编号、染色体长短臂代号和其在染色体上所处的“区”、“带”、“子带”编号位置表示。基因座上的DNA序列可能有許多不同的變化，各種變化形式稱為等位基因（allele）。基因座在基因組中的排列位置稱為基因图谱（genetic map），基因作圖（gene mapping）則是測定基因座與特定性狀關係的過程。
二倍體與多倍體細胞的某些染色體上，在同一基因座上有相同的等位基因，這類細胞稱為纯合子/同型合子（homozygous）。若是相同基因座上含有不同的等位基因，則稱作杂合子/異型合子（heterozygous）。

## 命名

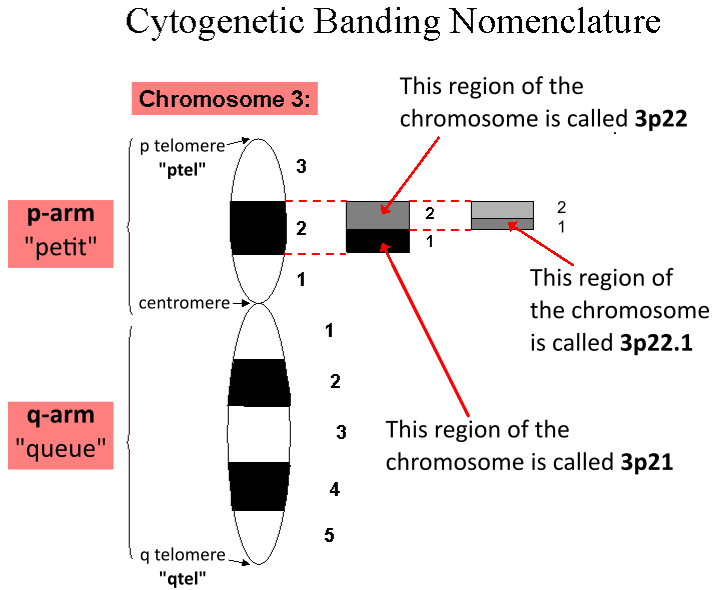
细胞遗传学中，染色体显带（banding）技术命名法

舉例而言，一個典型的基因座可能寫成「6p21.3」，解釋如下
- 6 = 6號染色體
- p = 短臂
- 21 = 2區, 1帶
- 3 = 子帶3

區、帶和子帶是從著絲粒向外朝端粒開始編號。基因座詳細命名規則如下：
| 符號 | 解釋 |
| ---- | --- |
| 6    | 染色體編號。 |
| p    | 染色體上的短臂（p）或長臂（q）位置。p來自法文petit (小)；q則是選定p的下一個字母，也有來自法文queue (尾巴)一說。                                                                |
| 21.3 | 染色體臂上的所在位置，21表示2区（region）1帶（band），3表示子帶（sub-band），染色體帶經過適當染色之後，可於顯微鏡底下觀察。每個帶皆有編號，最靠近著絲粒（centromere）的為1號。 |

细胞遗传学中，染色体带（band）的例子：图示一条22号染色体，上方是p臂，下方是q臂，红色子带（sub-band）是NF2基因座

带有带注释和子带的人类核型。 它显示了22对同源常染色体，包括两条性染色体的女性 (XX) 和男性 (XY) 版本，以及线粒体基因组（左下角）。

一個範圍之內的基因座的寫法類似，例如OCA1基因的基因座可寫成「11q1.4-q2.1」，表示此基因位於11號染色體q臂中的1號帶4號子帶，到2號帶1號子帶之間。
染色體的末端寫成「pter」或「qter」，例如「2qter」表示2號染色體的端粒。

## 外部連結
- Overview at ornl.gov （页面存档备份，存于）
- （英文）Chromosome Banding and Nomenclature （页面存档备份，存于） from NCBI.